# يأمر
يأمر (بالإنجليزية: Yammer)‏ هي خدمة الشبكة الاجتماعية فريميوم تستخدم للاتصال الخاص داخل المنظمات. يتم تحديد الوصول إلى شبكة يأمر من خلال نطاق الإنترنت الخاص بالمستخدم بحيث يمكن للأفراد الذين لديهم عناوين بريد إلكتروني معتمدة فقط الانضمام إلى شبكاتهم المعنية.
بدأت الخدمة كنظام اتصال داخلي لموقع الأنساب جيني.كوم ‏، وتم إطلاقه في عام 2008 كمنتج مستقل. في وقت لاحق، حصلت مايكروسوفت على يأمر في عام 2012 بمبلغ 1.2 مليار دولار أمريكي.

## وصلات خارجية
- الموقع الرسمي